# Минко Неволин (награда)
Националната литературна награда за сборник с разкази „Минко Неволин“ е учредена през 2012 г. от Съюза на българските писатели и Община Карнобат, Археологическият музей в града и Народно читалище „Димитър Полянов 1862 г.“.
Националният конкурс носи името на родения в Карнобат български поет, драматург и писател Минко Неволин. Конкурсът цели да привлече вниманието на значими за българската култура личности към културния процес в Карнобат и да даде шанс на талантливи разказвачи да популяризират новите си книги.

## Наградени автори и творби
- 2012 – Голямата награда е за Ина Иванова от Пловдив за сборника с разкази „Името на неделята“[1]
  - Първа награда – Йорданка Белева за сборника с разкази „Надморската височина на любовта“.
  - Втора награда – Иван Сухиванов от Бургас за „Бягства“.
  - Трета награда – Оля Стоянова за сборника с разкази „Какво сънуват вълците“.

Жури 2012 е с председател писателя Деян Енев и членове Валентина Радинска и Димитър Танев.